# In the Air Tonight
In the Air Tonight ist ein Lied des Popsängers Phil Collins, das als Single und auf seinem Album Face Value aus dem Jahr 1981 erschien. Diese avancierte in Teilen Europas zum Nummer-eins-Hit sowie zum weltweiten Millionenseller.

## Inhalt und Musik
Im Refrain spricht der Sänger von einem Etwas, das an diesem bestimmten Abend in der Luft liege und auf das er sein ganzes Leben lang gewartet habe. Er ist davon überwältigt; jede Zeile endet mit „oh Lord“. In der ersten Strophe wendet er sich an eine als „mein Freund“ (im Englischen mit unbestimmtem Geschlecht) bezeichnete Person, von der er bitter enttäuscht sein muss; er äußert Vorwürfe und Ablehnung. Dann kehrt der Refrain wieder zu besagtem Etwas zurück. Die zweite Strophe lässt den Anfang der Beziehung Revue passieren, von der nur Schmerz geblieben sei. Danach wird bis zum Schluss der Refrain wiederholt.
Der Text bleibt bewusst vage und erzeugt, von der zunächst sehr leisen Musik unterstützt, eine düstere Atmosphäre. So lässt der Sänger beispielsweise offen, an wen sich seine direkte Anrede richtet und auch worauf er sein Leben lang gewartet hat. Mögliche Interpretationen und Deutungsansätze wies Collins jedoch immer wieder zurück: Der Text sei im Studio von ihm vollständig improvisiert worden und habe demnach keine von ihm beabsichtigte tiefere Bedeutung oder direkte biografische Bezüge.
Musikalisch ist das Stück durch Flächen-Akkorde aus dem Sequential-Circuits-Prophet-5-Synthesizer über einem einfachen, von einer Roland-Drummaschine – der CR-78 – erzeugten Grundrhythmus geprägt; eine elektrische Gitarre sorgt mit einzelnen Einsätzen für eine Verstärkung der Atmosphäre. Der Text der zweiten Strophe wird von kurzen, scharfen Synthesizer-Klangflächen überlagert. Nach der zweiten Strophe setzt plötzlich und laut ein akustisches Schlagzeug ein, zu dem sich der immer lauter gesungene und schließlich gebrüllte Refrain zum Ende hin steigert.
Der markante Sound des berühmten Drum-fill-ins nach der zweiten Strophe entstand im Londoner Townhouse Studio eher zufällig, weil der Produzent Hugh Padgham bei einer Aufnahme auf dem Mischpult versehentlich die Reverse-Talk-back-Funktion eingeschaltet hatte. Dieser Drum-Sound (gated reverb), der in ähnlicher Form auch bei Peter Gabriel auf dessen Solo-Album des Vorjahres (Peter Gabriel (Melt)) zu hören ist, wurde in der Folge zu einem prägenden Merkmal sowohl von Genesis als auch von Phil Collins. 
Single- und Album-Version unterscheiden sich erheblich dadurch, dass bei der Singleversion bereits am Anfang der oben erwähnte Drumsound zu hören ist.
Einen seiner ersten Solo-Auftritte im Fernsehen hatte Collins mit diesem Lied in der deutschen Musikshow Music-Box am 30. März 1981.
1984 wurde bei der Fernsehserie Miami Vice eine Nachtszene mit der Singleversion unterlegt.
1988 wurde ein Remix von Ben Liebrand veröffentlicht.
Im September 2007 wurde das Lied in einem Werbespot für den Schokoriegel „Dairy Milk“ verwendet, in dem ein Gorilla das Schlagzeug-Fill spielt. In der Folge stieg In the Air Tonight auf den 14. Platz der britischen Singlecharts.
Erneut in einem Werbespot wurde das Lied ab November 2012 genutzt. Mercedes-Benz warb hiermit für den neuen CLS Shooting Brake.
Die Musikzeitschrift Rolling Stone legte der deutschen Ausgabe 297 (Juli 2019) eine von Collins legitimierte remasterte Fassung als Vinyl-Single bei. Auf der B-Seite befindet sich eine Demo-Version von The Roof Is Leaking.

## Kommerzieller Erfolg

### Chartplatzierungen
| ChartsChartplatzierungen       | Höchstplatzierung | Wochen/ Monate |
| ------------------------------ | ----------------- | -------------- |
| Deutschland (GfK)              | 1 (32 Wo.)        | 32 Wo.         |
| Österreich (Ö3)                | 1 (2,5 Mt.)       | 2,5 Mt.        |
| Schweiz (IFPI)                 | 1 (13 Wo.)        | 13 Wo.         |
| Vereinigte Staaten (Billboard) | 19 (17 Wo.)       | 17 Wo.         |
| Vereinigtes Königreich (OCC)   | 2 (31 Wo.)        | 31 Wo.         |

| ChartsJahrescharts (1981) | Platzierung |
| ------------------------- | ----------- |
| Deutschland (GfK)         | 5           |
| Österreich (Ö3)           | 7           |
| Schweiz (IFPI)            | 5           |

### Auszeichnungen für Musikverkäufe
| Land/Region                  | Auszeichnungen für Musikverkäufe (Land/Region, Auszeichnung, Verkäufe) | Verkäufe  |
| ---------------------------- | ---------------------------------------------------------------------- | --------- |
| Dänemark (IFPI)              | Gold                                                                   | 45.000    |
| Deutschland (BVMI)           | Gold                                                                   | 250.000   |
| Italien (FIMI)               | Platin                                                                 | 50.000    |
| Neuseeland (RMNZ)            | 5× Platin                                                              | 150.000   |
| Polen (ZPAV)                 | Gold                                                                   | 25.000    |
| Spanien (Promusicae)         | Platin                                                                 | 60.000    |
| Vereinigte Staaten (RIAA)    | Gold (Physisch) · + 3× Platin (Digital)                                | 3.500.000 |
| Vereinigtes Königreich (BPI) | 2× Platin                                                              | 1.200.000 |
| Insgesamt                    | 3× Gold · 13× Platin ·                                                 | 5.325.000 |

Hauptartikel: Phil Collins/Auszeichnungen für Musikverkäufe

## Coverversionen
Das Lied wurde von vielen R&B/Hip-Hop-Künstlern und Gruppen gecovert, unter anderem von den A-cappella-Bands Naturally 7 (USA) und Maybebop (Deutschland). Der Rapper Tupac Shakur verwendete für sein Lied Starin Through My Rearview die Melodie des Songs. Vom Rapper DMX wurde das Lied zusammen mit Nate Dogg gecovert, der die Zeilen „Coming in the Air Tonight“ singt, und von US-Rapperin Lil’ Kim (der Song war eine Zusammenarbeit von ihr und Phil Collins).
Auch Gruppen anderer Musikrichtungen veröffentlichten ihre Versionen des Songs, wie zum Beispiel die amerikanische Nu-Metal-Band Nonpoint und der deutsche Hard-Rock-Gitarrist Axel Rudi Pell oder die finnische Supergroup Northern Kings. Eine weitere Coverversion wurde von der amerikanischen Singer-Songwriterin Lucy Dacus 2019 veröffentlicht. 2022 erschien von Tom Wilcox feat. Tom Luca eine symphonische Dance-Version. Die Rockband Marilyn Manson veröffentlichte 2025 ebenfalls eine Coverversion von In the Air Tonight.

## Legenden und Sonstiges
Die Textzeile Well if you told me you were drowning, I would not lend a hand („Auch wenn du mir sagen würdest, dass du ertrinkst, würde ich dir keine Hand reichen“) führte zur Bildung einer Legende, nach der Phil Collins aus weiter Entfernung einen Mann in einem See habe ertrinken sehen, während ein dabeistehender Anwesender nicht eingegriffen habe. Diese Interpretation findet sich auch in Eminems Stan. Allerdings ist die Zeile ausdrücklich im Konjunktiv formuliert und führt lediglich ein hypothetisches Beispiel an. Das passt besser zu der Interpretation, dass es allgemein um Wut und Rache geht.
Anderen Interpretationen zufolge thematisiert das Lied Collins’ Eheprobleme. Sie verweisen auf Verse wie Well, you can wipe off that grin. I know where you’ve been. It’s all been a pack of lies. („Du kannst dir dein Grinsen ruhig verkneifen. Ich weiß, wo du gewesen bist. Es war alles ein Haufen Lügen.“) Um einen Farbeimer, der in einer Videoaufnahme des Songs neben dem Keyboard von Collins stand, bildete sich die Legende, dies sei ein Seitenhieb auf den Maler gewesen, mit dem Collins’ Frau eine Affäre hatte. Collins hingegen begründete 2009 in einem Interview den Farbtopf mit rein dekorativen Aspekten.